# 2-(二甲氨基乙氧基)乙醇
2-(二甲氨基乙氧基)乙醇是一种有机化合物，化学式为C6H15NO2，它在室温时为液体。它可以二甲胺和环氧乙烷为原料反应制得，该反应的另一产物是二甲基乙醇胺。它和溴代烷烃在乙腈中反应，可以得到二甲基(烷基)(羟乙氧基乙基)溴化铵。它的毒性已有学者研究。